# 1394 Algoa
1394 Algoa је астероид главног астероидног појаса са средњом удаљеношћу од Сунца која износи 2,438 астрономских јединица (АЈ).
Апсолутна магнитуда астероида је 12,5 а геометријски албедо 0,051.